# Francisco da Costa Guterres

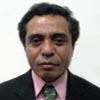
Francisco da Costa Guterres

Francisco da Costa Guterres ist ein osttimoresischer Politiker des Congresso Nacional da Reconstrução Timorense (CNRT). 

## Werdegang
2001 gehörte Guterres zur East Timor Study Group der Australian National University. Später war er an der Griffith University am Department of International Business and Asian Studies.
Ab dem 8. August 2007 war Guterres Staatssekretär für Sicherheit, ein unter Premierminister Xanana Gusmão neu geschaffenes Amt. Zunächst war Guterres parteilos, trat aber später dem CNRT bei. Zuvor war er in einer Denkfabrik als Wissenschaftler tätig. Er wird als Technokrat beschrieben. Mit der Regierungsumbildung am 16. Februar 2015 wurde der Posten des Staatssekretärs für Sicherheit unter dem neuen Premierminister Rui Maria de Araújo aus Rationalisierungsgründen gestrichen.
2017 wurde Guterres auf dem Parteikongress zu einem der stellvertretenden Generalsekretäre des CNRT gewählt. Bei den Parlamentswahlen in Osttimor 2017 gelang Guterres auf Listenplatz 11 des CNRT der Einzug in das Parlament, doch verzichtete er am 6. September 2017, dem zweiten Sitzungstag, auf sein Abgeordnetenamt.
Bei den Parlamentswahlen 2018 kandidierte Guterres nicht mehr. 2019 war er Non-executive Member des Vorstands der Zentralbank von Osttimor.
Am 1. Juli 2023 wurde Guterres in der IX. Regierung Osttimors von Premierminister Xanana Gusmão zum Innenminister vereidigt.

## Privates
Guterres ist verheiratet und hat zwei Söhne.

## Veröffentlichungen
- Elites and Prospects of Democracy in East Timor, Januar 2006.
- Reconciliation in East Timor: Building Peace and Stability.